# Kanifushi (Lhaviyani-atol)
Kanifushi is een van de eilanden van de Maldiven. Tot 2013 was het onbewoond, maar in 2013 is er een resort gerealiseerd. het eiland behoort tot het Lhaviyani-atol behorende tot de Maldiven.